# Carlet blanc i bru d'alzinar
La carlet blanc i bru d'alzinar (Hygrophorus leucophaeo-ilicis), també anomenat només carlet blanc i bru, és un bolet del grup dels carlets rossos, bolets de la família de les higroforàcies. És un bon comestible, tot i que de menys qualitat que algunes llenegues d'aspecte molt semblant. Es caracteritza, com indica el nom comú, pel barret amb una zona discal de tonalitats brunes i per créixer vora alzines.

## Taxonomia
Marcel Bon i Georges Chevassut, micòlegs francesos, varen descriure l'espècie l'any 1985.

## Iconografia
Bon M & Chevassut G.(1985): p. 46.
Fernández-Vicente J. et al.(2015): p. 43.
Bolets de Catalunya (1994): Vol. XIII, Làmina 615.
Aranzadi: Hygrophorus leucophaeo-ilicis

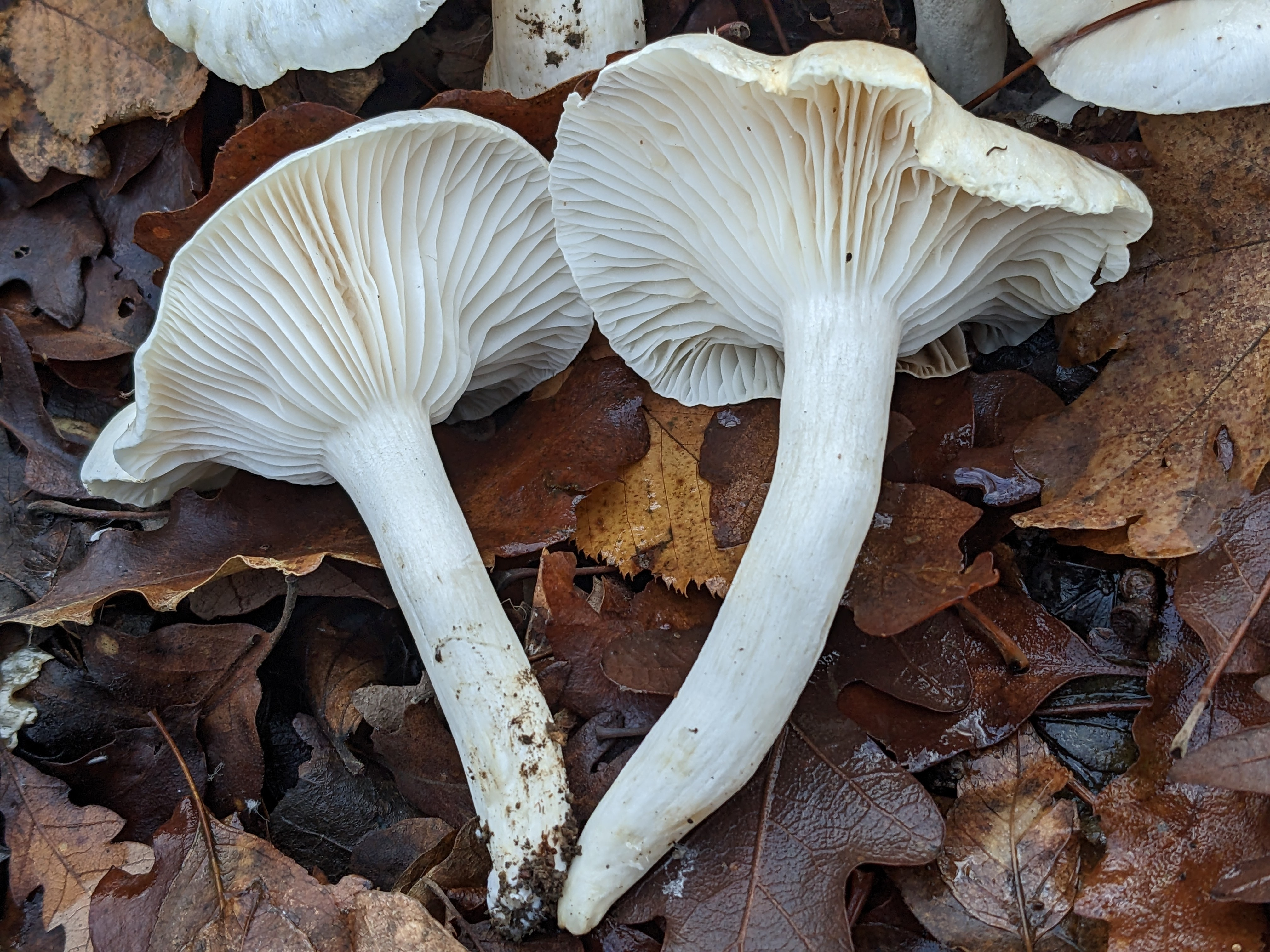

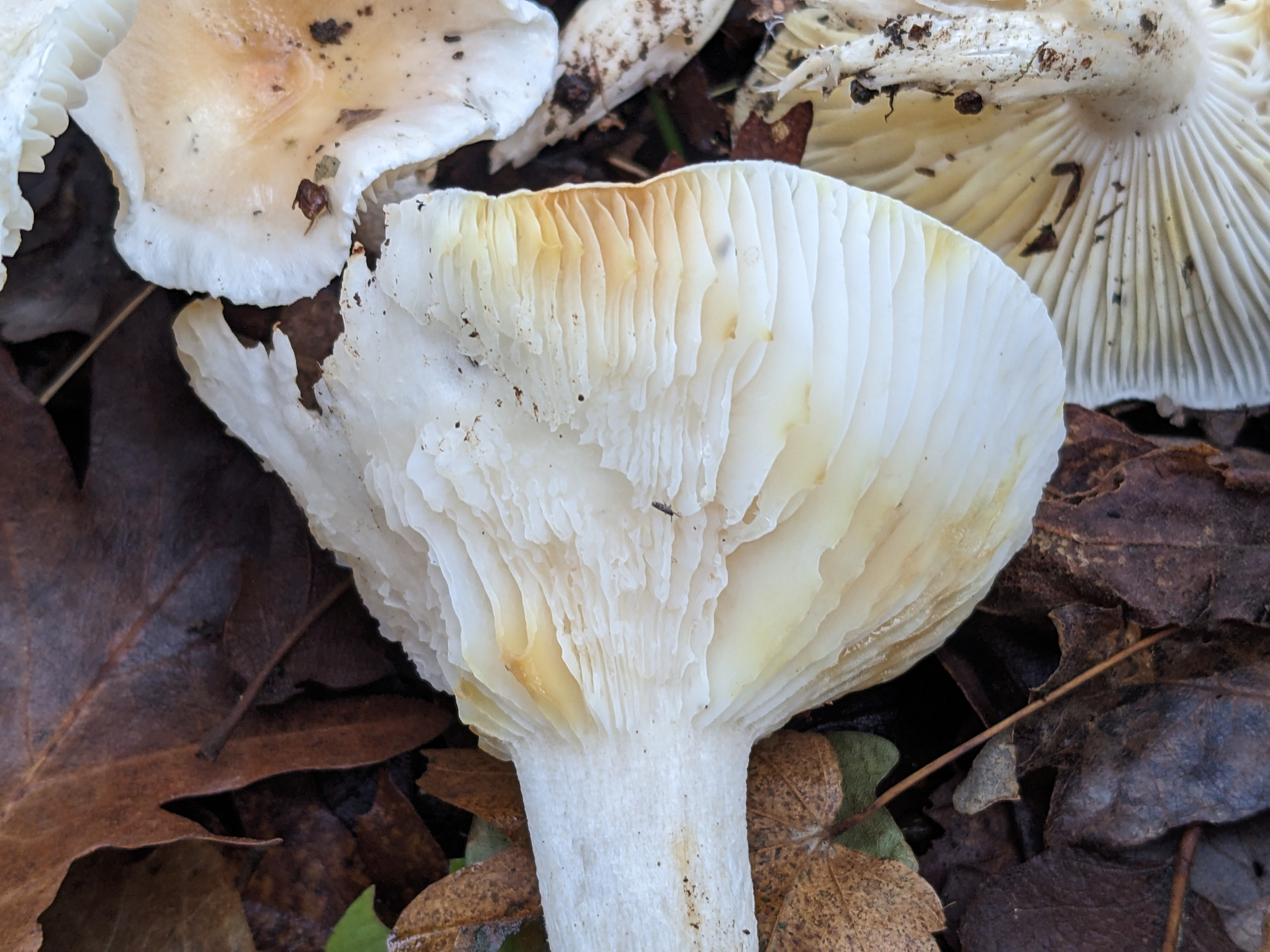

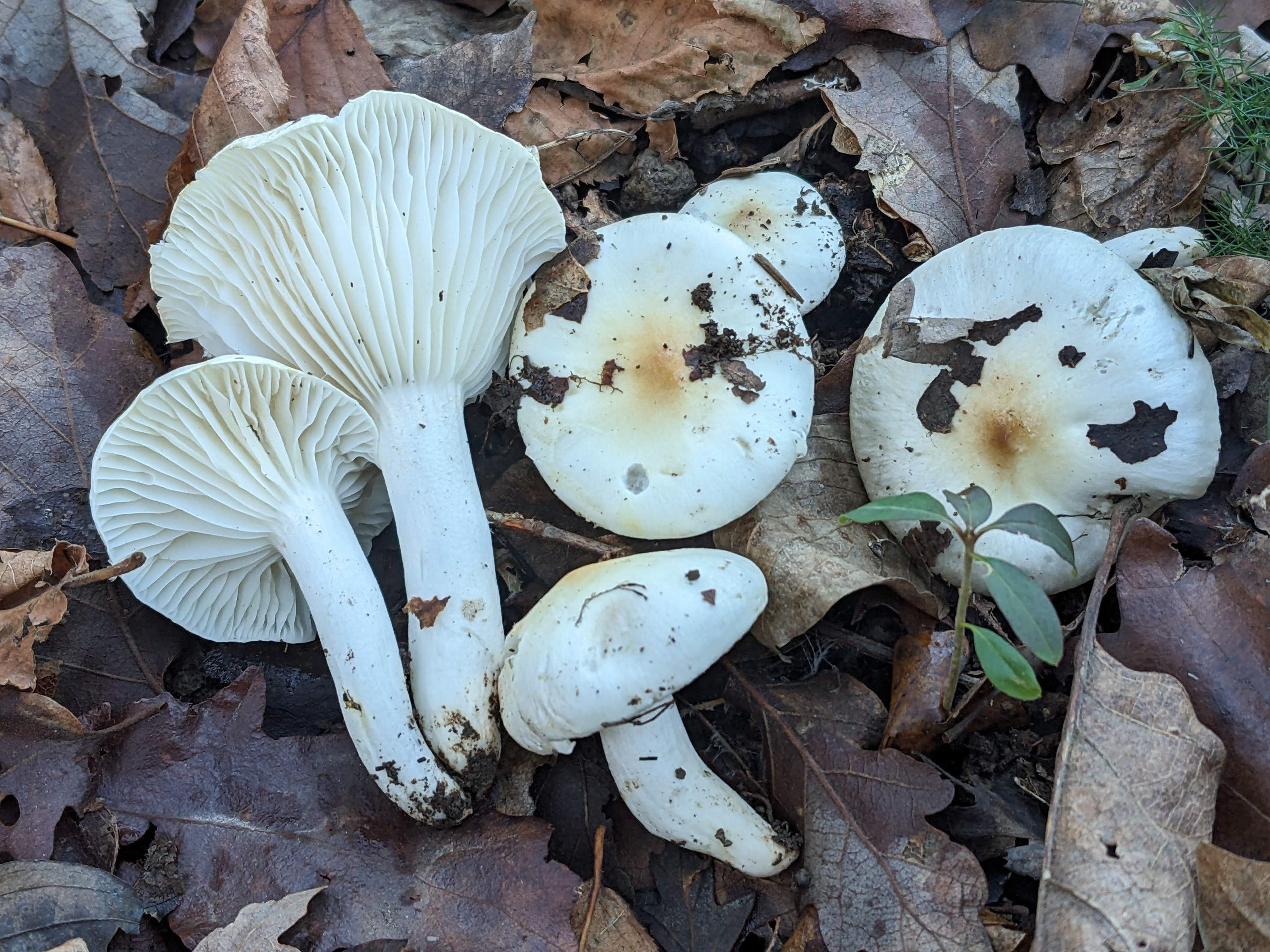

## Descripció
Bolets de solitaris a gregaris; barret de (2,5) - 3,5 - 6 - (8) cm de diàmetre; carnós, hemisfèric, convex a aplanat-convex, deprimit al centre i proveït d'un mameló obtús i ample, marge flexuós, involut i excedent. Blanquecino-crema, amb superfície recoberta de fibrilles bru-rosàcies, bru-porprades o bru-vinoses que s' accentuen cap al centre, més pàl·lid cap a la perifèria, viscós amb la humitat, després sec, groguenc al roc. En alguns exemplars el color és més homogeni, gairebé tot bru-vinós. Cutícula a penes separable.   de  convex, una mica umbonat, amb el marge incurvat. Cutícula llisa, seca, o una mica viscosa en temps humit, brunenca al disc i blanquinosa o ocràci a al marge. La part brunenca ocupa habitualment la tercera part central de la supe rfície del capell, i es diferencia clarament de la resta, que conserva el color blanquinós.
Làmines espaiades, adnates o decurrents per una dent, arquejades, blanquinoses o blanc-i-crema.Les làmines són convexes, força espa iades, uncinades, de color blanc o crem, que es tornen grisoses als exemplars molt vells, i brunes als carpòfors deshidratats.
Cama de 34-70 x 7-12 mm, cilíndric, atenuat o radicant cap a la base, recobert d'unes fibrilles o floccositats, dret o corbat (flexuós), blanc-i-crema. 3 - 7 x 0,7 - 1,8 cm, cilíndr ic, atenuat a la base, sec, de color blanc, finament furfuraci a la meitat superior.
Carn blanquinosa-crema, fibrós, espès i tenaç. Olor i sabor nuls o poc apreciables.Carn blanca , que es torna bru na en herbari, d'olor i sabor suaus. No presenta cap mena de reacció amb el KOH.
Basidispores de (7) 8-9,5 x 5-5,6 μm, el·líptiques, el·líptic-ovoides, llises, hialines.Espores el.líptiques, gutulades, de 7 - 9 x 4,5 - 5,5 um.
Basídis de 35-63 x 8-9 μm, tetraspórics. Fíbules presents.
Pileipellis formada per hifes cilíndriques de 50-160 x 5-20 μm. Hifes terminals de x 3-5 μm, erectes, entremesclades. Fíbules presents. Esporada blanca.

## Hàbitat
Relativament freqüent; de tardor o a principi de l'hivern (entre el setembre i el gener); sempre sobre sòls calcaris; des de la muntanya mitjana a la terra baixa i el litoral; micorrízica, creix vora alzina (Quercus ilex ), carrasca (Quercus rotundifolia) i roures, principalment roure martinenc (Q. pubescens)
Distribuido en Europa, en zona mediterránea. Generalmente en compañía del H. roseodiscoideus.

## Distribució geogràfica
Espècie meridional, termòfila, xeròfila, de distribució centrada a l'àrea mediterrània. S'ha citat de Catalunya, Mallorca i País Valencià.

## Espècies semblants
És molt semblant el carlet bru (Hygrophorus arbustivus),  

H. discoxanthus.
En la descripció original de la llenega de gota de mel els autors ja indiquen que la nova espècie és semblant a  Hygrophorus discoideus (Pers.) Fr., però de port més robust, de barret, làmines i cama de colors vius amb tints rosats i espores més grans (fins a 9-10 μm enfront de 7-8 μm en H. discoideus).
Especialment en temps secs pot confondre's amb el carlet blanc i bru d’alzinar (H. leucophaeo-ilicis), que viu en els mateixos hàbitats, presenta el centre del barret de color bru ocraci i el marge de color crema blanquinós sense matisos rosats a tot arreu, les làmines són blanques i la cama seca, mai viscosa. En coure la carn no enfosqueix (com si succeeix en la llenega de gota de mel). H. pseudodiscoideus (Maire) Malençon & Bertault, forma bolets esvelts amb el centre del barret groc a ocre i el marge blanquinós, sense tints de color rosa. També el carlet bru (H. arbustivus), especialment la seva var. quercetorum, el carlet bru d'alzinar, amb barrets amb fibril·les innates, de color ocre brunenc i espores més petites (7-9 × 4,5-5,5 μm). Els bolets del carlet blanc i bru (H. leucophaeus) són més esvelts, sense matisos grisencs al barret i formen micorrizes amb avellaners i faig.
Vora avellaners de muntanya, també faigs i roures, en sòls calcaris, creix la llenega d'avellaner (Hygrophorus lindtneri). Té el barret menor ( 2-5 cm de diàmetre), de zona discal bru clar a bru ataronjat pàl·lid i olor de H. cossus (formatge caprí).
Aquesta espècie ens apareix tamb é, amb molta frequència, a finals de tardor i principis d'hivern, als alzinars situats als afloraments calcaris de l'Empordà (G iro na ). Es podria confondre amb H. unicolor Groger (H. leucophaeus auct. pp. ), però aquest darre r es troba en boscos humits, muntanyencs, com ara fagedes. És més esve lt, la cutícula és més viscosa i és de color ataronjat. H. leucopltaco - ilicis és un a es pècie meridion al, de llocs tèrmics, d'aparició tardana, q ue constitueix un ele me nt ca rac te rístic de l'alzina r ca lcícola mediterrani, juntament amb H. roseodiscoidcus Bon et Chev. i H. arbustivus va r. quercetorum Bon et Chev. (BON & CHEVASSUT, 1985).

## Usos

### Gastronomia
Bon comestible, per cuinar-lo és millor rebutjar la capa viscosa del barret i de la cama. La carn enfosqueix en coure